# Land of the Free II
Land of the Free II – dziewiąta studyjna płyta zespołu Gamma Ray.

## Lista utworów
1. Into The Storm (Hansen)  – 3:47
2. From The Ashes (Hansen)  – 5:26
3. Rising Again (Hansen)  – 0:27
4. To Mother Earth (Hansen)  – 5:11
5. Rain (Richter)  – 5:16
6. Leaving Hell (Hansen)  – 4:20
7. Empress (Zimmermann)  – 6:22
8. When The World (Hansen)  – 5:44
9. Opportunity (Schlächter)  – 7:14
10. Real World (Hansen)  – 5:42
11. Hear Me Calling (Hansen)  – 4:14
12. Insurrection (Hansen)  – 11:33

## Skład zespołu
- Kai Hansen – śpiew, gitara
- Henjo Richter – gitara, instrumenty klawiszowe
- Dirk Schlächter – gitara basowa
- Dan Zimmermann – perkusja